# ピエール・ラルティーグ

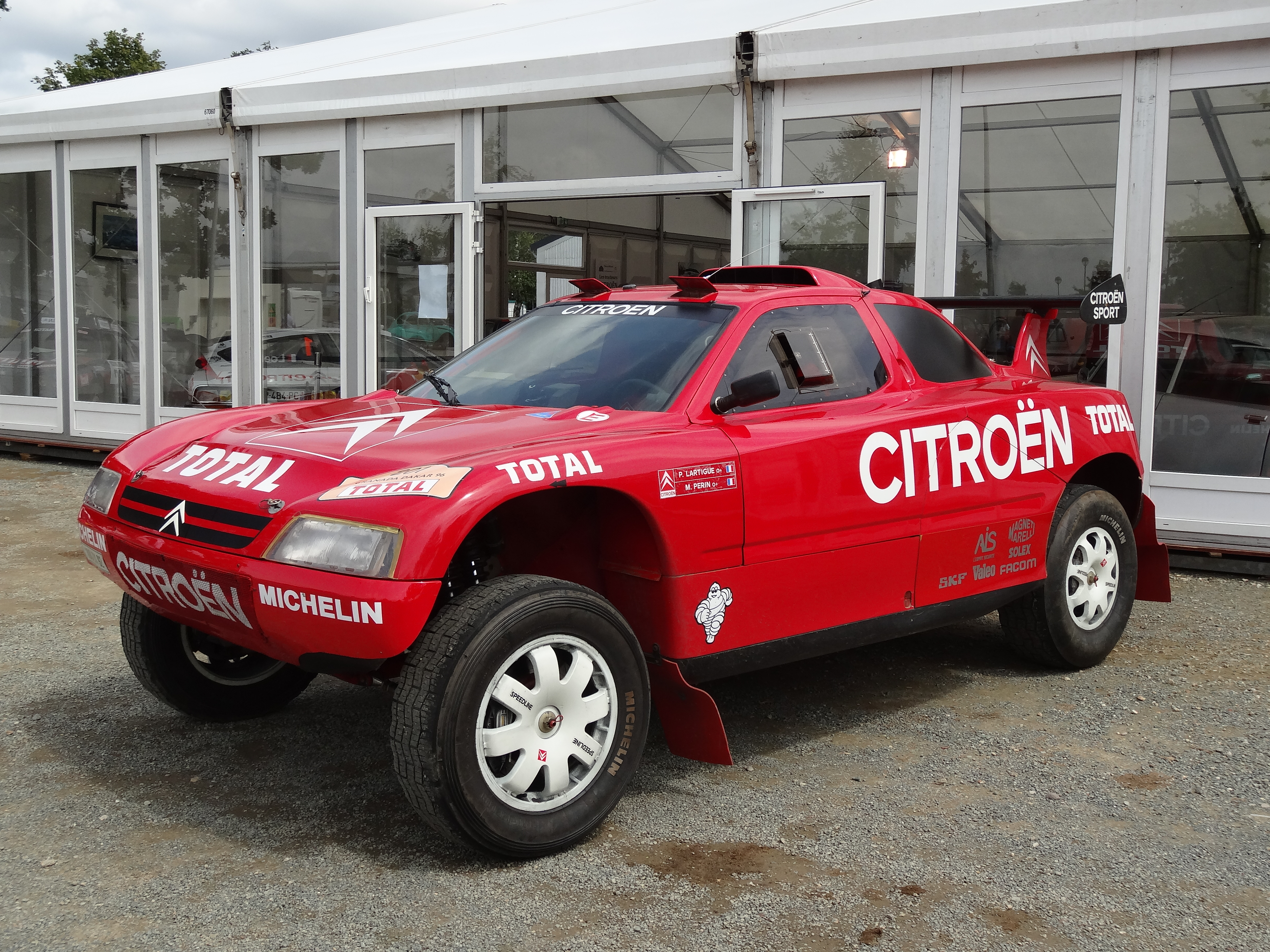
ラルティーグのドライブしたシトロエン・ZX RR

ピエール・ラルティーグ（Pierre Lartigue、1948年10月22日 - ) は、フランスのオフロードレーサー。
アリ・バタネンと並び、ダカール・ラリーの四輪部門を3連覇した人物である。1995年にフランス国家功労勲章を受賞。

## 経歴
フランス領アルジェリアのモスタガネムに生まれる。4歳からトラクターを運転する父の膝に乗り、9歳で自ら運転して農業従事者たちをブドウ畑に運んだという。父親のシムカ・ボリューを空き地でドライブし、情熱と技術を成長させていった。
フランスに戻った後ライセンスを取得し、1969年にミニ・クーパー1100を購入。運送会社に就職して働きながらラリーで腕を磨き、1972年にはルノー・R12ゴルディーニを購入してスノーラリーに参加。1975〜76年にはシムカ・R2 GR、1977〜1980年はプジョー・504、1981年はプジョー・104と乗り換えて参戦を続け、徐々に専門ジャーナリストの注目を集めるようになる。またこの頃に、当時はまだ無名だった軽量な四輪駆動車のラーダ・ニーヴァの可能性に魅了されるようになり、後にラーダ輸入業者の第一人者となるジャン＝ジャック・ポックと懇意になった。
ダカール・ラリーにデビューしたのは1982年で、ランドローバーをドライブした。1983年には早くも3位表彰台を獲得した。
1984〜1987年はポックとの縁でラーダ・ニーヴァをドライブし、1985年に4位につけた以外はリタイアしている。1985年バハ・アラゴン、1986年チュニジア・ラリーでは総合優勝を果たした。
1988年に三菱ワークス入りし、プロトタイプの三菱・パジェロをドライブ。91年に総合2位となった以外はリタイアしている。チュニジア・ラリーとアトラス・ラリーでは総合優勝を飾った。
1992年にシトロエンのワークスチーム入りしてZX RRをドライブして総合7位。同年のパリ-モスクワ-北京ラリーでは総合優勝を飾った。
1993年にフランス人のベテランナビであるミシェル・ペランと組んでからは黄金時代を迎える。同時代のライバルは三菱勢ではブルーノ・サビー、ジャン＝ピエール・フォントネ、増岡浩、篠塚建次郎、シトロエンはアリ・バタネンやユベール・オリオールといった歴代優勝者に名を連ねる錚々たる面々だが、彼らを退けて93年は総合2位、1994〜1996年には初優勝を含む三連覇を成し遂げた。
1994年大会は「死の砂丘」のウェイポイントに三菱が膨大な時間をかけて正面から攻略にかかる一方、ラルティーグとオリオールは迂回。二人が受けたペナルティよりも三菱の方が順位が下となり、これに抗議して三菱ワークスは撤退。この影響もあって、ラルティーグは2022年にセス・キンテロが打ち破るまで1イベント中の最多ステージ勝利数（10勝）を記録した。
1995年大会は慎重に走る戦術が奏功し、スタックやトラブルに見舞われたした僚友バタネンやティモ・サロネンを差し置いてトップへ浮上。三菱3台による包囲網からも単騎で逃げ切り、シトロエン勢唯一のトップ10入りという形で優勝を果たした。
1996年大会は僚友アリ・バタネンがステージ7勝に対して、ラルティーグはわずか1勝ながら1時間50分の大差をつけたという。
ラルティーグはダカールにおける忍耐強さの大切さを「Dakar is still far away.（ダカールはまだ遠い）」という一言で表していたことで知られ、クアッド部門2連覇のアレクサンドロ・ジルーも引用していた。
ラルティーグはまた1993〜1997年のクロスカントリーラリー・ワールドカップも4連覇した。
シトロエンの撤退（ダカールは1996年、ワールドカップは1997年限り）後は北米勢のプロトラックをドライブした。
彼はメディア受けするようなキャラクターではなかったが人格者であり、礼儀正しく優しい人物であると評判だった。また開発能力も評価されており、ビバークではうるさいほどに詳細にフィードバックを行った。